# Ашумов, Магерам Кязим оглы
Магеррам Кязим оглы Ашу́мов (1912—1969) — советский азербайджанский театральный режиссёр, Народный артист Азербайджанской ССР (1954).

## Биография
Родился в Баку 2 февраля 1912 года.
С 1928 года начал работать в АзТЮЗе. В 1936 году окончил ГИТИС. С 1949 года — режиссёр АзТРД имени С. Вургуна. В 1951—1956 годах — директор АзТОБ, в 1956—1960 годах — директор Азербайджанской киностудии, затем главный режиссёр АзТРД имени С. Вургуна. Член КПСС с 1944 года.
Умер 2 мая 1969 года. Похоронен в Баку во второй Аллее почетного захоронения.

## Театральные постановки
- «Заря над Каспием» И. А. Касумова
- «Макар Дубрава» А. Е. Корнейчука,
- «Сын рыбака» по B. Т. Лацису,
- «Кремлёвские куранты» Н. Ф. Погодина
- «Айдын» Д. К. Джабарлы,
- «Баня» B. В. Маяковского.

## Награды и премии
- Заслуженный деятель искусств Азербайджанской ССР (23.04.1940)
- Народный артист Азербайджанской ССР (27.02.1954)
- Сталинская премия третьей степени (1951) — за постановку спектакля «Гроза над Каспием» И. А. Касумова, поставленный на сцене АзГТРД имени С. Вургуна
- Орден Трудового Красного Знамени (09.06.1959)
- Орден «Знак Почёта» (25.02.1946)
- Государственная премия Азербайджанской ССР им. Мирзы Фатали Ахундова (1969)